# Conjurador de Serrallonga
El Conjurador de Serrallonga és un comunidor del poble vallespirenc de Serrallonga, a la Catalunya del Nord.
Està situat al capdamunt del turó que domina el poble pel costat nord.
Es considera que es tracta del darrer conservat a la Catalunya del Nord. Va ser declarat Monument històric de França el 9 d'abril del 1987.

## Tradició

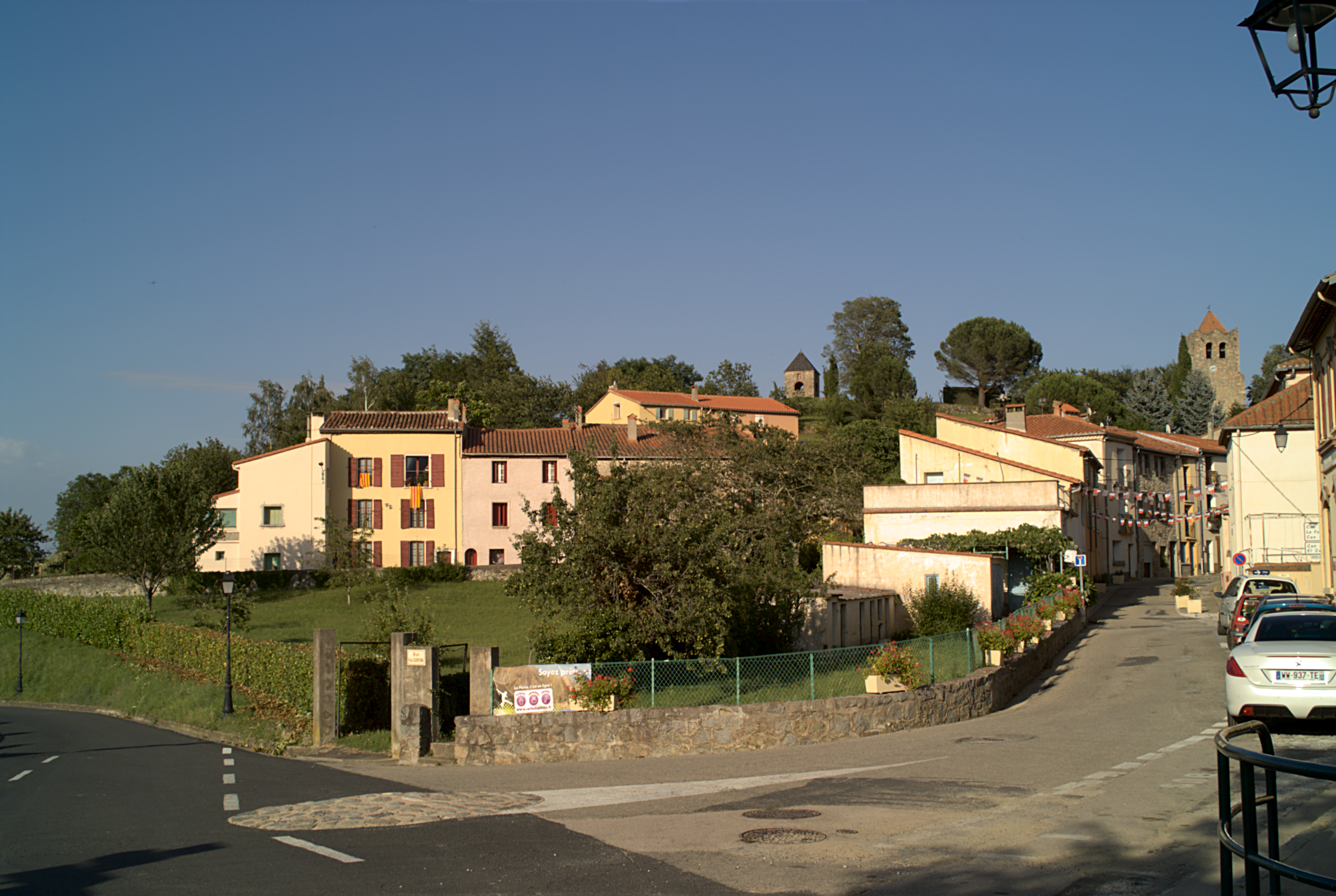
Vista general de Serrallonga, amb el Conjurador dalt del turó que domina el poble

Un conjurador, o comunidor és un petit edifici construït per a invocar l'ajuda divina en casos de destret, especialment quan les males condicions climàtiques amenaçaven les collites. Antigament havien estat habituals a pobles dels Prepirineus i del Pirineu, especialment a Aragó, però la tradició s'ha anat perdent modernament. Els conjuradors acostumen a estar situats en punts dominants, amb bones vistes, i normalment són de planta quadrada, amb una obertura a cada cara. Això permetia al capellà de situar-se orientat cap a la direcció d'on venia el mal temps tot invocant els salms i pronunciant els conjurs apropiats. També es feia servir per a les rogatives i per a beneir les collites. Hom li ha atribuït un origen pagà que hauria estat reciclat per l'església catòlica.

A Serrallonga, el conjurador es dreça en el turó que domina la vila, lleugerament al nord-est i força proper a les cases del poble. Per bé que al web municipal se'l data al segle xiv, la base de dades de monuments francesos el considera del XIX; podria tractar-se d'una construcció romànica tan restaurada que no se'n pogués defensar l'antiguitat. S'indica que, en les cerimònies, el prevere de Serrallonga hi anava en processó per demanar la intervenció d'un dels Evangelistes. Davant la finestra corresponent a la procedència dels núvols amenaçadors (en cas de pluges imminents), llegia l'evangeli del sant que pertoqués i, en acabat, recitava la frase en català:
| «           | Sant Joan, Sant Mateu, Sant Marc i Sant Roc, guardeu-nos de pedra i de foc. Sant Lluc, Santa Creu i Santa Bàrbara, no ens deixeu | » |
| — Invocació | |   |

El cantant Albert Bueno li dedicà la cançó El conjurador de Serrallonga, amb música i lletra del cantautor.

## Arquitectura
És una construcció de planta quadrada, d'uns tres metres de costat, amb una volta piramidal i cobert amb una teulada de pissarra, rematada per una creu. Té una gran obertura al sud (mirant directament a l'església parroquial), en funcions de porta, i tres grans finestres, una a cadascuna de les façanes orientades als altres punts cardinals. Sobre cada una de les quatre obertures, d'arc de mig punt, s'obre a la façana una petita fornícula amb una estatueta d'uns dels quatre Evangelistes (Sant Joan a la cara est, Sant Lluc a la sud, Sant Marc a la cara oest i Sant Mateu a la nord). Els murs són fets de pedres irregulars de granit, tret dels marcs de les obertures i de les fornícules, que ho són de maons.